# Maciej Paterski
Maciej Paterski (* 12. September 1986 in Krotoszyn) ist ein ehemaliger polnischer Radrennfahrer.

## Karriere
Maciej Paterski wurde 2007 polnischer Vizemeister im Straßenrennen der U23-Klasse und belegte bei den Straßen-Radweltmeisterschaften in Stuttgart den 27. Platz im U23-Straßenrennen. Im nächsten Jahr gewann er eine Etappe beim Giro delle Regioni und wurde bei den nationalen U23-Meisterschaften Dritter im Einzelzeitfahren. Bei der Tour de l’Avenir konnte er die Punktewertung für sich entscheiden.
Nachdem er 2009 bei Liquigas als Stagiaire fuhr, erhielt er im Folgejahr dort seinen ersten regulären Vertrag bei einem internationalen Radsportteam. Er fuhr für diese Mannschaft dreimal die Vuelta a España und einmal die Tour de France, zweimal erreichte er einen siebten Platz in der Tageswertung einer Etappe. 2014 wechselte er zum polnischen CCC-Polsat-Polkowice-Team und gewann u. a. die Tour of Norway. Im Jahr 2015 gewann er im Sprint einer dreiköpfigen Spitzengruppe die erste Etappe der Katalonien-Rundfahrt und damit sein erstes WorldTour-Rennen. Im selben Jahr entschied er die Gesamtwertung der Kroatien-Rundfahrt für sich, 2017 gewann er mit Szlakiem Walk Majora Hubala und der Tour of Małopolska zwei Rundfahrten. Für sein Team nahm er zweimal am Giro d’Italia teil. 
Zur Saison 2018 wechselte Paterski zum Team Wibatech Merx 7R. 2018 siegte er im Eintagesrennen Velká Bíteš–Brno–Velká Bíteš. In den Jahren 2018 und 2019 konnte er jeweils sechs Erfolge auf der UCI Europe Tour seinem Palmarès hinzufügen, 2020 blieb er erstmals ohne Sieg.
Nach Auflösung des Teams Wibatech Merx 7R nach der Saison 2020 wurde Paterski zur Saison 2021 Mitglied im polnischen Voster ATS Team. Neben dem Gewinn der Gesamtwertung der CCC Tour-Grody Piastowskie wurde er 2021 erstmals Polnischer Meister im Straßenrennen. Beim Grand Prix Adria Mobil 2022 erzielte er den letzten Sieg seiner Karriere.
Nach der Saison 2023 beendete Paterski im Alter von 37 Jahren seine Karriere als Radrennfahrer.

## Ehrungen
2014 wurde Paterski mit dem Verdienstkreuz der Republik Polen in Bronze ausgezeichnet.

## Erfolge
2008
- eine Etappe Giro delle Regioni
- Punktewertung Tour de l’Avenir

2014
- Gesamtwertung Tour of Norway
- Mannschaftszeitfahren Sibiu Cycling Tour
- Memoriał Henryka Łasaka

2015
- eine Etappe Katalonien-Rundfahrt
- Gesamtwertung und zwei Etappen Kroatien-Rundfahrt
- Bergwertung Polen-Rundfahrt

2016
- eine Etappe Bałtyk-Karkonosze Tour

2017
- Gesamtwertung und eine Etappe Szlakiem Walk Majora Hubala
- Gesamtwertung und zwei Etappen Tour of Małopolska
- Puchar Uzdrowisk Karpackich

2018
- Visegrád 4 Bicycle Race – GP Slovakia
- Visegrád 4 Bicycle Race – GP Polski
- eine Etappe Tour of Małopolska
- Puchar Uzdrowisk Karpackich
- Minsk Cup
- Punktewertung Okolo Jižních Čech
- Raiffeisen Grand Prix

2019
- eine Etappe Circuit des Ardennes
- zwei Etappen und Punktewertung CCC Tour-Grody Piastowskie
- Gesamtwertung, zwei Etappen und Punktewertung Wyscig Mjr. Hubala-Sante Tour
- Raiffeisen Grand Prix

2020
- Sprintwertung Polen-Rundfahrt

2021
- Bergwertung Ungarn-Rundfahrt
- Polnischer Meister – Straßenrennen
- Gesamtwertung und eine Etappe CCC Tour-Grody Piastowskie

2022
- Grand Prix Adria Mobil

## Grand Tour-Gesamtwertung
| Grand Tour            | 2010 | 2011 | 2012 | 2013 | 2014 | 2015 | 2016 | 2017 |
| --------------------- | ---- | ---- | ---- | ---- | ---- | ---- | ---- | ---- |
| Giro d’ItaliaGiro     | –    | –    | –    | –    | –    | 79   | –    | 137  |
| Tour de FranceTour    | –    | 69   | –    | –    | –    | –    | –    | –    |
| Vuelta a EspañaVuelta | 77   | –    | 89   | 54   | –    | –    | –    | –    |